# يواكيم ألبرتو سيلفا
يواكيم ألبرتو سيلفا (بالبرتغالية: Joaquim Alberto Silva‏) (و. 1974  م) هو لاعب كرة قدم، من أنغولا، ولد في لواندا، شارك في كأس الأمم الأفريقية لكرة القدم 1996، وكأس الأمم الأفريقية لكرة القدم 1998، مركز لعبه هو مهاجم.

## روابط خارجية
- يواكيم ألبرتو سيلفا على موقع الاتحاد الدولي (مؤرشف)  (الإنجليزية)
- يواكيم ألبرتو سيلفا على موقع قاعدة بيانات كرة القدم.إي يو (الإنجليزية)
- يواكيم ألبرتو سيلفا على موقع ناشيونال فوتبول تيمز (الإنجليزية)